# Abella de la Conca
Abella de la Conca  es un municipio y localidad española de la provincia de Lérida, en la comunidad autónoma de Cataluña. El término municipal, ubicado en la comarca del Pallars Jussá, tiene una población de 158 habitantes (INE 2024).

## Ubicación
El municipio se sitúa en la orilla oriental de la cuenca de Tremp. Comprende los altos valles del río de Abella, afluente del río Conques en su margen derecho, y del río de Rams. El valle de este último se encuentra encajonado entre las sierras de Boumort y de Carreu. Además de la cuenca de Tremp, también comprende un sector del valle del río de Puials. Una parte de las casas de la villa se encuentran semiexcavadas en la roca.

## Demografía
Cuenta con una población de 158 habitantes (INE 2024).
| Gráfica de evolución demográfica de Abella de la Conca entre 1842 y 2021 |
| |
| Población de derecho según los censos de población del INE Población de hecho según los censos de población del INEEntre el censo de 1857 y el anterior, crece el término del municipio porque incorpora a 255065 (Boixols) |

### Población por núcleos
Desglose de población según el Padrón Continuo por Unidad Poblacional del INE.
| Núcleos            | Habitantes (2013) | Varones | Mujeres |
| ------------------ | ----------------- | ------- | ------- |
| Abella de la Conca | 110               | 54      | 56      |
| Bóixols            | 40                | 27      | 13      |
| Carreu             | 0                 | 0       | 0       |
| La Rua             | 15                | 9       | 6       |
| La Torra           | 0                 | 0       | 0       |

## Economía
Agricultura de secano y ganadería.

## Lugares de interés
En el término municipal hay iglesias románicas.
- Iglesia de San Esteban en Abella de la Conca
- Iglesia de Santa María de Cauberola
- Iglesia de San Vicente de Bóixols
- Iglesia de la Virgen de Carránima
- Iglesia de San Miguel en Abella de la Conca
- Iglesia de la Santísima Trinidad en Faidella
- Iglesia de Santa María del Mas Palou
- Iglesia de San Antonio en La Rua
- Molino del Plomall
- Ruinas del castillo de Abella de la Conca